# Labarde
Labarde – miejscowość i gmina we Francji, w regionie Nowa Akwitania, w departamencie Żyronda.
Według danych na rok 1990 gminę zamieszkiwało 695 osób, a gęstość zaludnienia wynosiła 146 osób/km² (wśród 2290 gmin Akwitanii Labarde plasuje się na 581. miejscu pod względem liczby ludności, natomiast pod względem powierzchni na miejscu 1440.).
Obszar gminy jest częścią apelacji winiarskiej AOC Margaux.